# Marko Stojanović
Marko Stojanović (* 31. Mai 1994) ist ein deutsch-serbischer Fußballspieler, der beim 1. FC Bocholt in der Regionalliga West unter Vertrag steht.

## Karriere
Stojanović wechselte im Sommer 2012 aus der U-19 in die 1. Mannschaft von Fortuna Köln. Von 2012 bis 2014 spielte er mit der Fortuna in der Regionalliga West. In diesem Zeitraum gewann er mit dem Verein den Mittelrheinpokal und stieg in die 3. Liga.
In der Spielzeit 2014/15 kam er unter anderem auch bei der 2. Mannschaft in der Kreisliga A zum Einsatz. Stojanović gab in dieser Spielzeit auch sein Debüt in Liga 3. Am 26. August 2014, dem 6. Spieltag gab er sein Debüt in der Partie gegen den VfL Osnabrück. Bei der 1:2-Niederlage kam er in der 82. Minute für Michael Kessel ins Spiel.
Im August 2015 verließ Stojanovic Fortuna Köln. Er wechselte in die Mittelrheinliga zum VfL Leverkusen, bevor im Februar 2016 der Transfer zum Regionalligisten SC Wiedenbrück folgte.

## Erfolge
- Mittelrheinpokal-Sieger: 2013
- Meister und Aufstieg in die 3. Liga: 2013/14
- Rheinlandpokal-Sieger: 2021